# Manuel Torres Soto
Juan Manuel Torres Soto, soprannominato Manolín (Linares, 2 maggio 1928 – 18 dicembre 1992), è stato un calciatore spagnolo, di ruolo portiere.